# Mihaljevci
Mihaljevci su naselje u Republici Hrvatskoj u Požeško-slavonskoj županiji, u sastavu grada Požege.

## Zemljopis
Smješteni su oko 4 km sjeverno od Požege na cesti prema Velikoj. Susjedna naselja su Golobrdci na zapadu i Novi Mihaljevci na sjeveru.

## Stanovništvo
Prema popisu stanovništva iz 2011. godine Mihaljevci su imali 752 stanovnika.
| broj stanovnika | 235   | 244   | 218   | 244   | 302   | 325   | 328   | 371   | 406   | 403   | 486   | 613   | 639   | 714   | 792   | 752   | 628   |
|                 | 1857. | 1869. | 1880. | 1890. | 1900. | 1910. | 1921. | 1931. | 1948. | 1953. | 1961. | 1971. | 1981. | 1991. | 2001. | 2011. | 2021. |

## Školstvo
U Mihaljevcima se nalazi područna škola od 1. do 4. razreda.

## Šport
NK Croatia Mihaljevci, nogometni klub koji nastupa u 1. ŽNL Požeško-slavonskoj.